# 金塚站

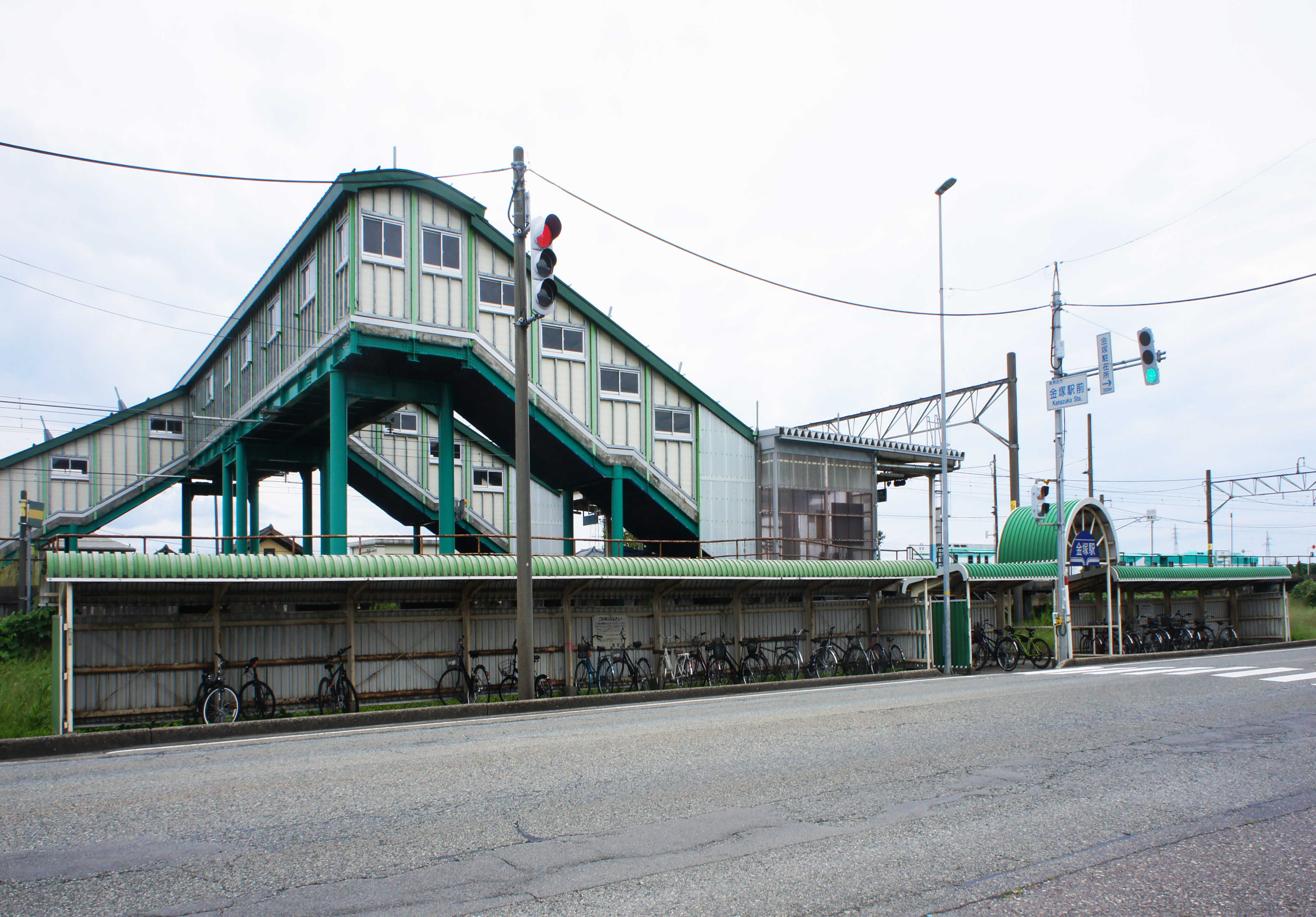
東口(2021年9月)

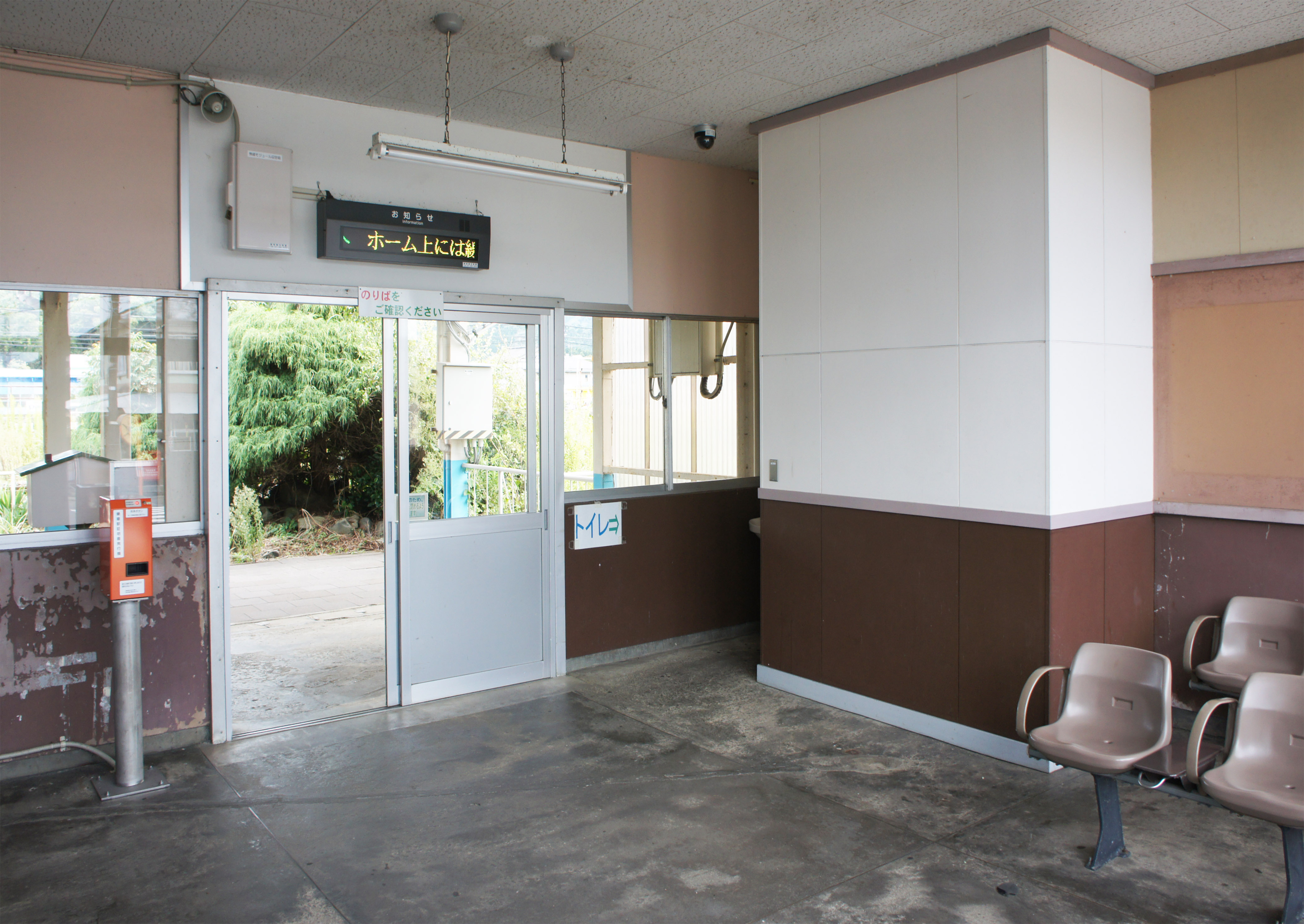
車站西口的候車室(2021年9月)

金塚站（日语：／ Kanazuka eki */?）是位於新潟縣新發田市下小中山366番，東日本旅客鐵道（JR東日本）的羽越本線車站。

## 歷史
- 1914年（大正3年）6月1日：村上線新發田至中條之間開業，此站啟用。
- 1924年（大正13年）7月31日：全線開業，村上線編入至羽越線。
- 1925年（大正14年）11月20日：隨著支線與赤谷線啟用，羽越線改名為羽越本線。
- 1972年（昭和47年）9月1日：終止貨物和行李起卸業務。
- 1987年（昭和62年）4月1日：伴隨國鐵分割民營化，車站由東日本旅客鐵道（JR東日本）營運。
- 2004年（平成16年）10月：不再成為簡易委託車站。同時設置售票機。

## 車站構造

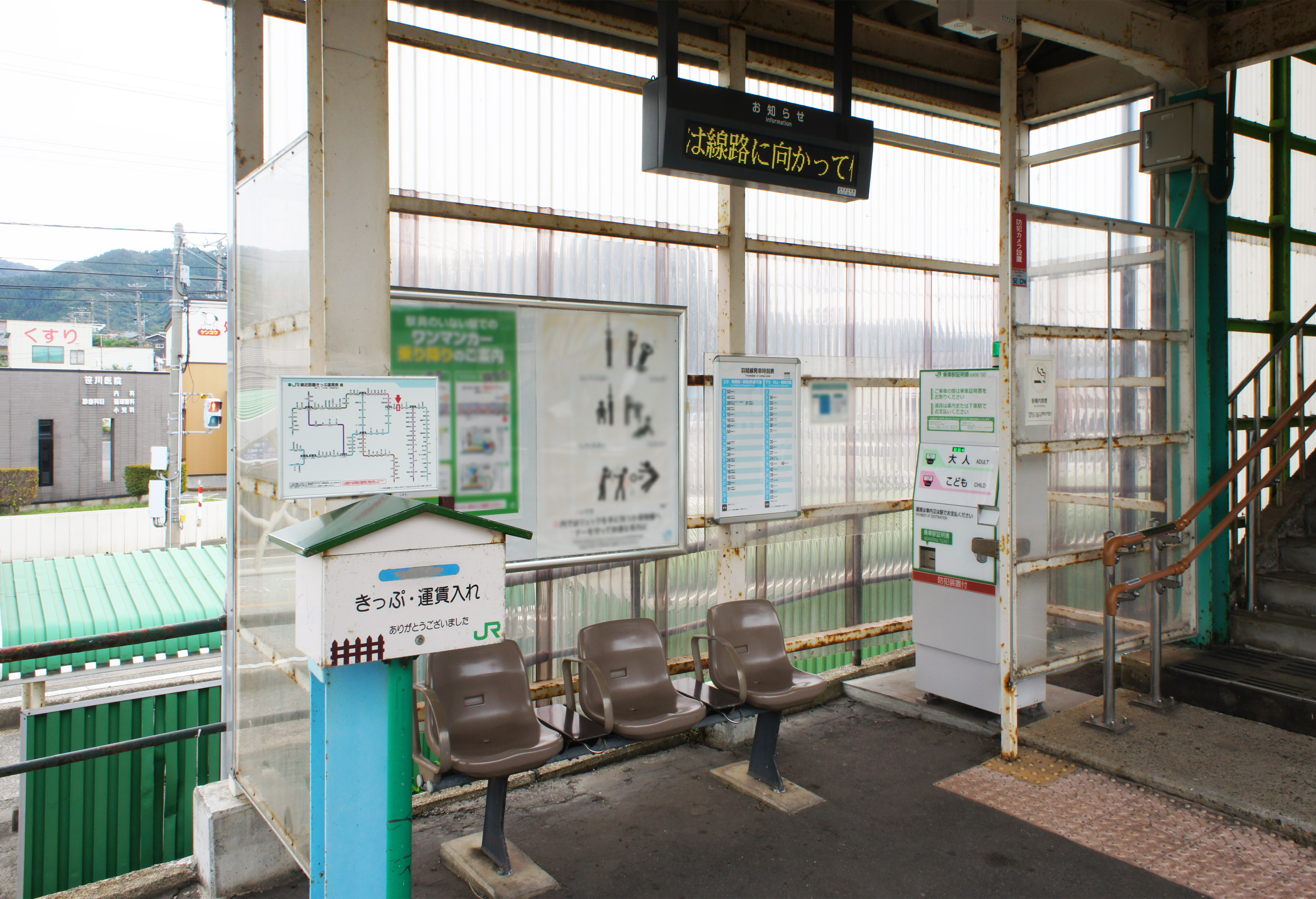
3號月台的候車室(2021年9月)

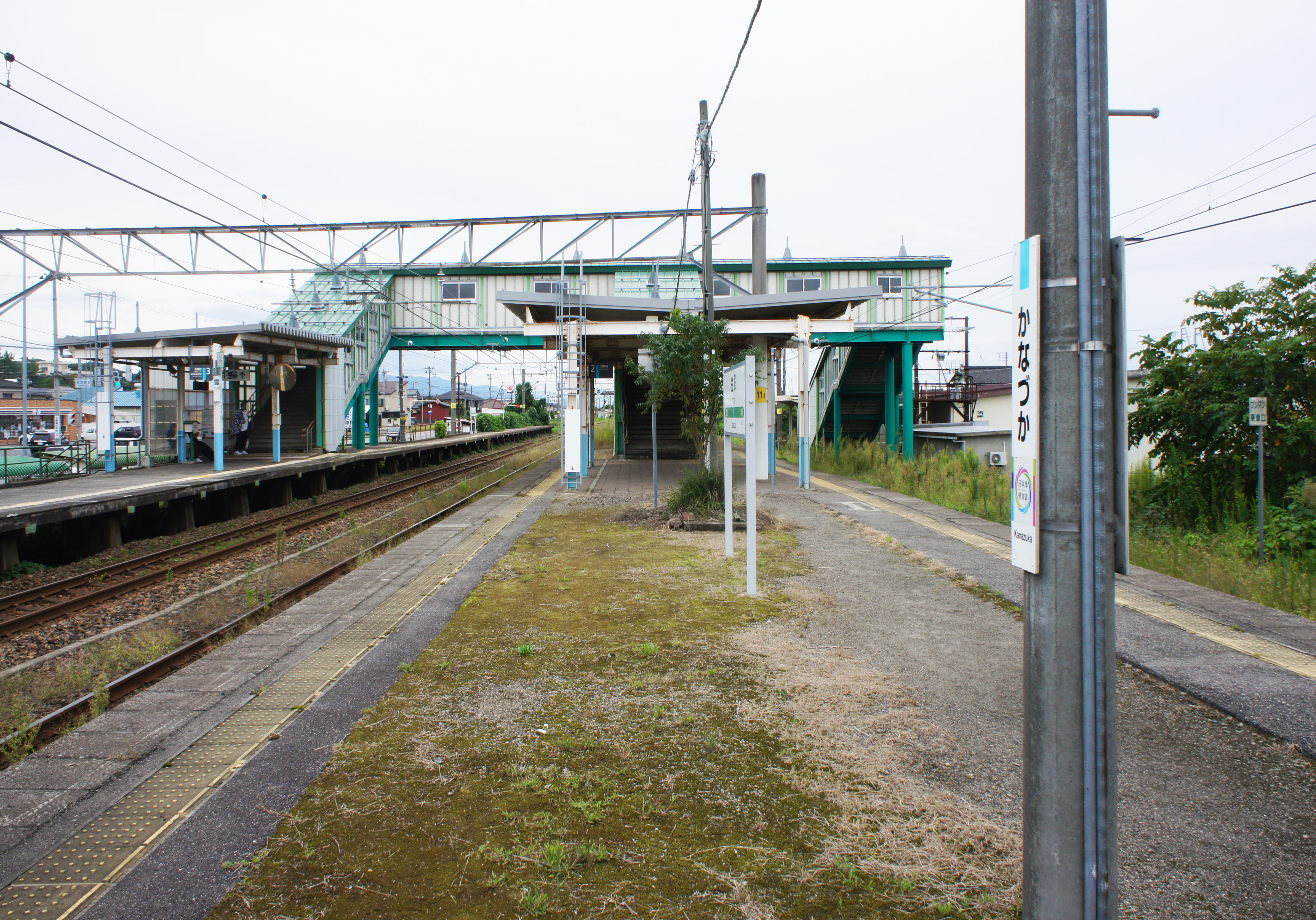
月台(2021年9月)

本站是地面車站，設有1面1線的單式月台和1面2線的島式月台。站房與兩月台之間設有跨線橋連接，在國道7號（東邊）一方設有東側出口。
此站是由村上站管理的無人車站。自動售票機設置在車站大樓和3號月台上兩處。現時也設有乘車站證明書發行機。站內留有曾經為售票處的痕跡。此站不可使用Suica等交通系IC卡。因此站至中條站之間為單線鐵路，因此下行列車通過時的速度會減慢。

### 月台
| 月台 | 路線      | 上下行     | 方向             |
| ---- | --------- | ---------- | ---------------- |
| 1    | ■羽越本線 | 下行       | 村上、酒田方向   |
| 2    | ■羽越本線 | （待避線） | （待避線）       |
| 3    | ■羽越本線 | 上行       | 新發田、新潟方向 |

參考

## 使用狀況
以下為2000年度（平成12年度）- 2003年度（平成15年度）1日平均乘車人次變化。
| 年度               | 1日平均 乘車人次 | 參考資料 |
| ------------------ | ---------------- | -------- |
| 2000年（平成12年） | 272              | [ 3 ]    |
| 2001年（平成13年） | 265              | [ 4 ]    |
| 2002年（平成14年） | 272              | [ 5 ]    |
| 2003年（平成15年） | 284              | [ 6 ]    |

## 車站周邊
- 國道7號
- 加治川社區中心
- 金塚郵局
- 7-11下越加治川店
- 新發田市立大峰保育園
- 加治川幼稚園
- 泉動物醫院
- 金塚藥局
- 笹川醫院
- 山岳手打蕎麥麵 一壽
- 私家車中心金塚
- 投幣式洗衣店 Dolphin 金塚店

## 相鄰車站
東日本旅客鐵道
■羽越本線
□快速「紅花」、■快速
通過
■普通
加治－金塚－中條

## 注腳
1. ↑  Suica新潟エリア （页面存档备份，存于）（日語） - JR東日本. 2020年4月25日參閲.
2. ↑  JR東日本:駅構内図 （页面存档备份，存于）（日語）
3. ↑  . 東日本旅客鉄道.   [2019-02-25]. （原始内容存档于2018-02-13） （日语）.
4. ↑  . 東日本旅客鉄道.   [2019-02-25]. （原始内容存档于2019-04-02） （日语）.
5. ↑  . 東日本旅客鉄道.   [2019-02-25]. （原始内容存档于2019-04-02） （日语）.
6. ↑  . 東日本旅客鉄道.   [2019-02-25]. （原始内容存档于2019-03-27） （日语）.

## 外部連結
- 車站資訊（金塚）：東日本旅客鐵道（日語）